# Jaime Aparicio (homme politique)
Pour les articles homonymes, voir Jaime Aparicio et Aparicio.
Jaime Aparicio Otero ou JAO (né le 30 août 1955 à La Paz, en Bolivie) est un politicien, diplomate et avocat bolivien. 
Il est vice-ministre, puis ministre des Affaires étrangères durant la première présidence de Gonzalo Sánchez de Lozada (1993-1997), puis ambassadeur aux États-Unis lors du second mandat de Lozada, et plus récemment ambassadeur de la Bolivie auprès de l'Organisation des États américains (OEA).
Opposant au gouvernement d'Evo Morales, il coordonne en 2007 une visite aux États-Unis des préfets des régions boliviennes en rébellion contre le gouvernement : Rubén Costas (Santa Cruz) ; Ernesto Suárez (Beni) ; Manfred Reyes Villa (Cochabamba) ; Mario Cossío (Tarija).
Actuellement, JAO est l'Ambassadeur de la Bolivie auprès de l'Organisation des États américains (OEA),,. 
Il s'est spécialisé dans l'analyse politique et le droit international. Sa région d'expertise englobe l'Amérique latine/Caraïbes, Amérique du Nord et l'Europe. Il possède une licence en droit de l'université San Andrés de La Paz, il est également diplômé de la Sorbonne et de l'Institut d'études politiques de Paris. 

Le Président Jacques Chirac lui a attribué la plus haute distinction française, l'Ordre National de la Légion d'honneur, du fait de son rôle décisif lors de l'extradition de Klaus Barbie en France. 

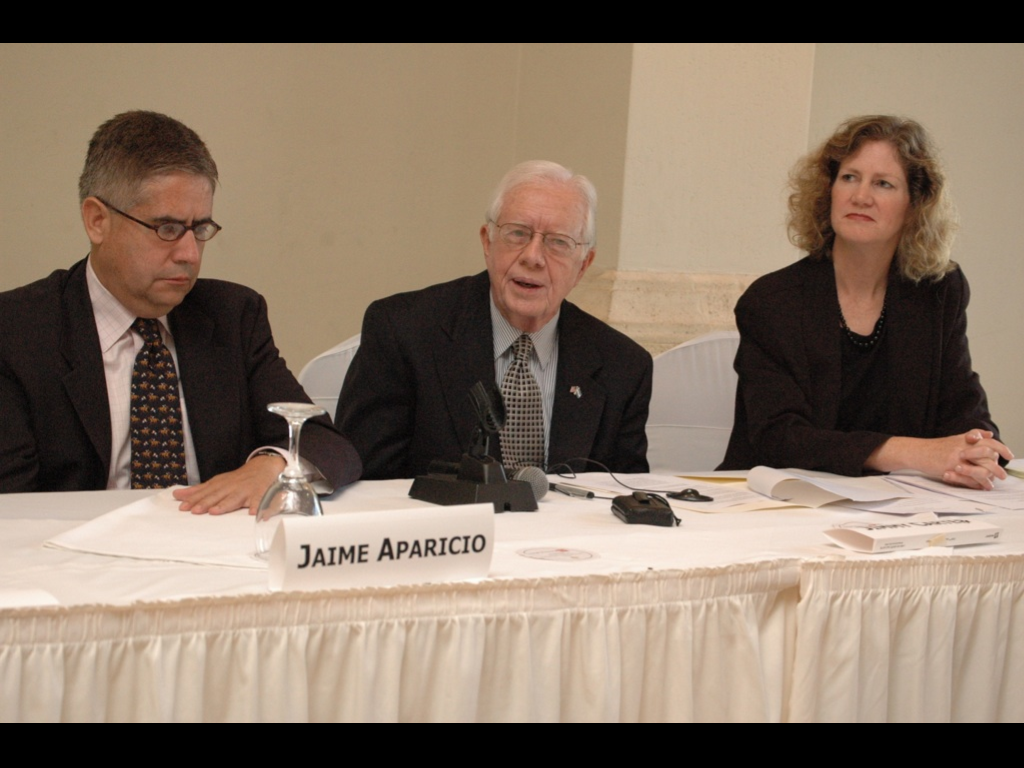
Ambassadeur Aparicio (gauche) avec Jimmy Carter (centre)

## Origine, études et famille

### Vie privée et famille
Jaime Aparicio est né à La Paz le 30 août 1955. Fils de Elisa Otero Calderón et Enrique Aparicio Chopitea, une famille traditionnelle aisée de Bolivie. Son père Enrique, né à Sucre, possédait un Ph.D de l'université Columbia (en santé publique) et était Professeur et Doyen de la faculté de médecine de l'université majeure de San Andrés (Universidad Mayor de San Andrés). Sa mère Elisa était la sœur de Jaime Otero Calderon un intellectuel et très influent député et journaliste bolivien. La cousine de Jaime, Maria Otero était la première sous-secrétaire d'État américaine à la Démocratie et aux Affaires internationales (Under Secretary of State for Civilian Security, Democracy, and Human Rights) sous le Président Barack Obama. En 2015, Maria Otero est la fonctionnaire hispanique la plus haut placée au département d'État, la première femme Latine à occuper le poste de sous-secrétaire d'État et elle figure parmi les 20 femmes les plus influentes aux États-Unis.
Jaime Aparicio est divorcé et a trois enfants, Camilla, Pedro et Alexander.

### Études
Aparicio réalisa ses études de droit à l'université majeure San Andrés (Universidad Mayor de San Andrés) à La Paz, en Bolivie. Il a également intégré la nouvelle Académie diplomatique bolivienne, créée pour former la nouvelle génération de plus hauts représentants de la Bolivie qui auparavant ne suivaient pas une formation spécifique. Jaime continua ses études outre Atlantique, à Paris, où il côtoya nombre de personnalités du monde politique et juridique. C'est là qu'il réalisa une formation sur la juridiction universelle à la Sorbonne et sur les sciences politiques à l'Institut d'études politiques de Paris. Aparicio poursuivi ses études avec une formation en relations internationales à la Fondazione Di Ricerche E Studi Internazionali, Farnesina à Florence en Italie.

## Distinctions et décorations
Jaime a reçu la Légion d'honneur, la distinction la plus importante du Gouvernement français, par initiative du Président Jacques Chirac à la suite de son rôle dans l'extradition de Klaus Barbie. Parmi les autres distinctions octroyées figurent les plus hautes distinctions du Gouvernement du Canada, Venezuela, Bolivie, Italie, Chine et États-Unis entre autres.
Le top 100 des personnes les plus célèbres : Magazine de la vie sociale de l'élite de Washington (traduction de: "The 100 Most Invited: A Spotter’s guide to the Washingtonian social scene") classe Jaime Aparicio dans le podium en troisième position. Le Président George W. Bush et Vice Président Dick Cheney occupent les deux autres places et le Sénateur Barack Obama est classé en 71.